# Dysderina principalis
Dysderina principalis (Keyserling, 1881) è un ragno appartenente alla famiglia Oonopidae.

## Biologia
Questo ragno è mirmecofilo, cioè vive in associazione con le formiche; in particolare sono stati rinvenuti esemplari all'interno dei nidi di Eciton praedator Smith, 1858;

## Distribuzione
La specie è stata reperita in alcune località della Colombia.

## Tassonomia
La D. principalis è la specie tipo del genere Dysderina.
Al 2012 non sono note sottospecie e dal 2011 non sono stati esaminati nuovi esemplari.